# الغواصة الألمانية يو-459
غواصة يو-865 غواصة يو بوت ألمانية تستخدم لأعمال التجديد والصيانة والخدمات اللوجستية الأخرى (تلقب هذه الفئة Milchkuh أو حليب البقر) من الفئة الرابعة عشر بنيت لسلاح بحرية ألمانيا النازية كريغسمارينه، في أحواض دويتشه فيرك في كيل خلال الحرب العالمية الثانية. دخلت الخدمة 15 نوفمبر 1941 وأغرقت 24 يوليو 1943.